# オブライエン (DD-415)
|          |                                                                                             |
| 艦歴     |                                                                                             |
| 発注     |                                                                                             |
| 起工     | 1938年5月31日                                                                               |
| 進水     | 1939年2月20日                                                                               |
| 就役     | 1940年3月2日                                                                                |
| 退役     |                                                                                             |
| その後   | 1942年10月19日に沈没                                                                        |
| 性能諸元 |                                                                                             |
| 排水量   | 基準：1,570トン、満載：2,211トン                                                            |
| 全長     | 106.15 m                                                                                    |
| 全幅     | 11 m                                                                                        |
| 吃水     | 4.07 m                                                                                      |
| 機関     | バブコック&ウィルコックス缶 3基 ウェスティングハウス・タービン 2基 50,000hp (37 MW) 2軸推進 |
| 最大速力 | 35ノット                                                                                    |
| 航続距離 | 3,660海里 （20ノット時）                                                                    |
| 乗員     | 士官10名、兵員182名                                                                         |
| 兵装     | 38口径5インチ砲 5基 12.7mm単装機関銃 4挺 533mm4連装魚雷発射管 2基 爆雷投下軌条2基           |

オブライエン(USS O'Brien, DD-415)は、アメリカ海軍の駆逐艦。シムス級駆逐艦の7番艦。艦名はアメリカ独立戦争時の軍人、ジェレマイア・オブライエンとその兄弟に因む。オブライエン兄弟は1775年6月11日から12日にかけて起こったマチャイアスの海戦にて、イギリス海軍の武装スクーナーであるマーガレッタ (HMS Margaretta) を拿捕する功績を挙げた。

## 艦歴
オブライエンは1938年5月31日にボストン海軍工廠で起工され、1939年10月20日にジョセフィン・オブライエン・キャンベル（ギデオン・オブライエンの子孫）によって命名、進水、1940年3月2日にカール・F・エスペ少佐の指揮下就役した。艦はウォーク (USS Walke, DD-416) 、ランズデール (USS Lansdale, DD-426) およびマディソン (USS Madison, DD-425) と共に建造され、命名式は4艦合同で行われた。オブライエンは就役後、1940年から1941年にかけて東海岸沿いに作戦活動に従事した。1941年秋には入渠修理を行った。

### 太平洋戦線
1942年1月15日、オブライエンは戦艦アイダホ (USS Idaho, BB-42) 、駆逐艦マスティン (USS Mustin, DD-413) とともにノーフォークを出港して太平洋に向かい、パナマ運河経由で1942年1月31日にサンフランシスコに到着した。2月4日、輸送船団とともにサンフランシスコを出港して西太平洋へ向かったが、駆逐艦ケース (USS Case, DD-370) と衝突したため引き返した。メア・アイランド海軍造船所で修理を行い、修理後はサンディエゴ経由で真珠湾へと向かった。3月5日には、第4駆逐群司令がオブライエンに乗艦して、その旗艦とした。
3月4日、日本海軍は新鋭の二式飛行艇を使ってハワイ爆撃を行う（K作戦）。これを受け、アメリカ海軍では二式飛行艇がどこから飛来してきたのか検討し始めたが、やがて「フレンチフリゲート瀬に潜水艦を待機させて中継補給を行い、爆撃してきたのではないか」と結論付けられた。そこで、フレンチフリゲート瀬など北西ハワイ諸島の警戒を強めた。オブライエンも3月後半に一連の警戒に加わり、その後はミッドウェー島へ在島の民間人を収容するために派遣される水上機母艦カーティス (USS Curtiss, AV-4) の護衛を行い、4月3日に真珠湾に帰投した。対空兵装の強化工事を受けた後の4月18日、駆逐艦フラッサー (USS Flusser, DD-368) 、マグフォード (USS Mugford, DD-389) とともにパルミラ環礁の海軍航空基地へ向かう要員を乗せて真珠湾を出港。任務終了後、サンディエゴおよびサンフランシスコからサモアへ向かう船団に合流して護衛陣に加わり、4月28日にパゴパゴに到着した。5月26日には、自由フランス軍によるウォリス島の占領を支援した。占領後の6月19日、貨物輸送艦プロキオン (USS Procyon, AKA-2) と合流し真珠湾に帰投した。8月17日、オブライエンは第17任務部隊（フランク・J・フレッチャー中将）に加わり、給油艦グアダルーペ (USS Guadalupe, AO-32) の護衛を務めた。

### 沈没

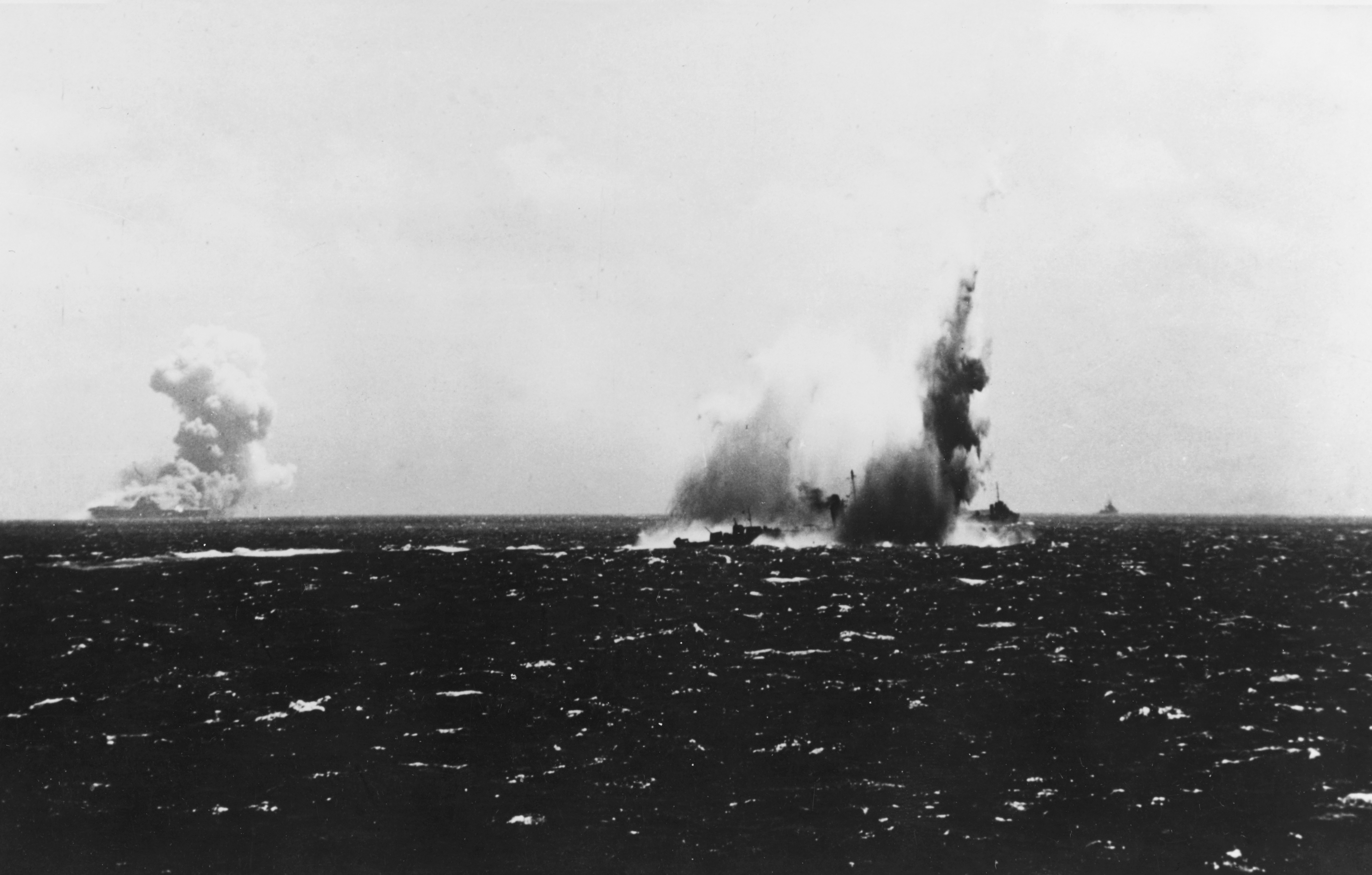
伊19からの魚雷が命中したオブライエン。左遠方は炎上中の空母ワスプ（1942年9月15日）

8月8日にガダルカナル島の戦いが始まり、日米双方の艦隊、機動部隊はガダルカナル島周辺や近隣海域で戦闘や護衛任務を行っていた。第一次ソロモン海戦（8月8日、9日）、第二次ソロモン海戦（8月24日）と2つの大きな海戦も起こっており、第17任務部隊もガダルカナル島行きの輸送船団の間接護衛にあたっていた。その第17任務部隊は、8月31日に空母サラトガ (USS Saratoga, CV-3) が伊号第二六潜水艦（伊26）の雷撃で損傷してフレッチャー中将とともに戦場を去り、ジョージ・D・マレー少将座乗のホーネット (USS Hornet, CV-8) が代わりに加入。トーマス・C・キンケイド少将の第16任務部隊もエンタープライズ (USS Enterprise, CV-6) が第二次ソロモン海戦で損傷したため後方に下がり、代わりにワスプ (USS Wasp, CV-7) を基幹とする第18任務部隊（レイ・ノイズ少将）が戦場に到着し、2つの任務部隊でガダルカナル島の戦いを援護していた。
9月15日の昼前、伊号第一九潜水艦（伊19）はワスプに対して魚雷を6本発射し、うち3本がワスプに命中。残る3本は、約5海里離れた所を航行中の第17任務部隊に向かっていった。1本はマスティンの艦底を通過した後、戦艦ノースカロライナ (USS North Carolina, BB-55) の左舷に命中。そして、最後の2本はオブライエンに向かっていた。1本は回避したものの、もう1本が艦首に命中。オブライエンの艦首は10番フレームより前が大破し、爆発の衝撃で隔壁の破損や船体へのクラック発生、外板のリベット脱落など起こった。直ちに応急措置を施し、13ノットの速力でエスピリトゥサントに向かい、9月16日に到着。在泊していたカーティスに横付けし、約40時間に及ぶ応急修理を行った。また、船体の負担軽減のため一部の弾薬の陸揚げや重量物の後方への移動を行った。9月21日、オブライエンはエスピリトゥサントを出港し、9月23日にヌメアに到着。ここでは特務艦アルゴンヌ (USS Argonne AG-31) による応急修理が行われた。仮艦首および船体各部への補強材の設置が行われ、更なる重量軽減策として魚雷発射管やレーダー装置の撤去が行われた。10月10日、本格的な修理のためサンフランシスコに向けて出港した。
ところが、航海中に船体への漏水と屈曲が発見され、10月13日に急遽スバに寄航して艦底部の更なる補強工事と排水作業を行う。作業後、10月16日に出港。2日後、船体のあらゆる所に新たなクラックが生じているのが発見された。ただちに重量物の投棄が行われ、また艦の放棄も検討されたが、艦長はパゴパゴへの回航が可能であると考えていた。しかし10月19日6時ごろ、ついにクラックは上甲板に達し、船体は2つに折れ始めた。6時30分に総員退艦が令せられ、その30分後に艦は放棄された。そして、船体が折れ始めて約1時間半後の8時前にオブライエンはサモア沖で沈没した。乗員は漂流の後、全員救助された。オブライエン沈没の後、アメリカ海軍で原因調査を行った結果、「十分な調査を行わないまま、部分的な応急修理を施しただけで外洋に出た事が沈没の原因である」と結論付けられた。
オブライエンは第二次世界大戦の戦功で1個の従軍星章を受章した。